# Päsarträsket
Päsarträsket är en sjö i Raseborgs stad i Finland.   Den ligger i landskapet Nyland, i den södra delen av landet, 60 km väster om huvudstaden Helsingfors. Päsarträsket ligger 11,9 meter över havet. I omgivningarna runt Päsarträsket växer i huvudsak blandskog. Arean är 66,8 hektar och strandlinjen är 6,23 kilometer lång. Sjön  ingår i Karisåns huvudavrinningsområde. 